# Masha Dashkina Maddux
Mariya „Masha“ Dashkina Maddux (ukrainisch Марія «Маша» Дашкіна Меддукс; * 1986 in Kyiv, Ukrainische SSR) ist eine ukrainische Tänzerin und Tanzpädagogin. Sie ist ehemalige Solotänzerin der Martha Graham Dance Company und Gründerin und Leiterin des Wake Forest Dance Festivals.

## Leben und Werk
Dashkina Maddux wurde durch die klassische Waganowa-Methode mit dem Tanzen vertraut gemacht. Nach ihrem Umzug 1998 in die Vereinigten Staaten besuchte sie die New World School of the Arts High School sowie das BFA-Programm des NWSA College, wo sie unter der Leitung von Daniel Lewis ihren Bachelor of Fine Arts mit summa cum laude erhielt. Während ihrer Highschool- und College-Jahre konnte sie jeden Sommer in New York City in professionellen Programmen wie dem Dance Theatre of Harlem und der Martha Graham Company studieren. Während des Studiums unterrichtete sie am Thomas Armor Youth Ballet (TAYB) in Miami.
2006 unterzeichnete sie einen Vertrag mit der Martha Graham Company und wurde 2007 Mitglied der Martha Graham Dance Company. Nach der Geburt ihres Sohnes wurde ihr 2015 der Titel einer Solotänzerin der Compagnie verliehen, wo sie wichtige Rollen im klassischen Graham-Repertoire zusammen mit Werken einiger der einflussreichsten zeitgenössischen Choreografen aufführte.
Neben der Aufführung einiger der berühmtesten Werke des amerikanischen modernen Tanzes tanzte sie auch Werke einiger der einflussreichsten zeitgenössischen Choreografen wie Larry Keigwin, Richard Move, Luca Veggetti, Lar Lubovitch, Bulareyaung Pagarlava, Andonis Foniadakis, Anna Sokolow, Robert Wilson, Azure Barton und andere.
Neben ihren Auftritten hat Dashkina Maddux mit Fotografen zusammengearbeitet, um die Kunst des Tanzes festzuhalten. Ihre Bilder sind in einem veröffentlichten Buch Dessert Flower von Guillermo Licurgo erschienen und ihr Bild wurde für das Cover der Ausgabe #26 des Dior Magazine und das Buch The Art of Movement ausgewählt, welches von den Gründern des NYC Dance Project, Ken Browar und Deborah Ory konzipiert und erstellt wurde.
2016 zog sie mit ihrem Mann und ihrem Kind nach Wake Forest, North Carolina. Dort gründete sie das jährliche Wake Forest Dance Festival. Sie ist Direktorin des Wake Forest Dance Festivals mit Sitz in der Stadt Wake Forest. Das Festival ist ein kostenloser und für die Öffentlichkeit zugänglicher Tanztag, an dem nationale und regionale professionelle Tänzer sowie fortgeschrittene Tanzkünstler aus der Region teilnehmen.
Dashkina Maddux ist Botschafterin der Dancing Angels Foundation, einer gemeinnützigen Stiftung, die engagierten jungen Tänzern Stipendien und andere Unterstützung bietet. Sie ist eines der Gründungsmitglieder von Movement Migration, einem Tanzkollektiv erfahrener Künstler mit Sitz in Charlotte (North Carolina), das von Kim Jones gegründet und geleitet wird.

## Auszeichnung
- 2018: Alto Jonio Best Dancer Award, Kalabrien, Italien[5]